# Saxen (Torps socken, Medelpad)

Saxen eller Saxatorp är en by i Torps socken, Ånge kommun, Medelpad. Byn är belägen i en typisk finnbygd.[källa behövs]

## Historia
Det första torpebrevet (nedsättningsbrev som gav rätten att uppta ett nybygge samt innebar ett antal, vanligtvis sex, skattefria år) utfärdades år 1614.[källa behövs] De invandrande svedjefinnarna härstammade i huvudsak från Savolax.[källa behövs] Under slutet av 1800-talet hade byn cirka 300 invånare.[källa behövs]
I modern tid finns endast enstaka hushåll kvar i trakten.[källa behövs] I närheten av byn är sjön Saxtjärnen belägen.